# Marija Szergejevna Szavinova
Marija Szergejevna Szavinova (oroszul: Мария Сергеевна Савинова; Cseljabinszk, 1985. augusztus 13. –) olimpiai és világbajnok orosz atléta, futó, a 800 méteres síkfutás specialistája.

## Pályafutása
2009 óta uralta a 800 méteres síkfutás női mezőnyét. Első nemzetközi sikerét a számban a 2009-es fedett pályás Európa-bajnokságon szerezte a versenyszám megnyerésével, majd egy évvel később már a fedett pályás világbajnokságon és a szabadtéri kontinensbajnokságon is győzni tudott.
A 2011-es világbajnokságon 1:55,87-es új egyéni csúccsal lett aranyérmes a címvédő Caster Semenya előtt. Ez év végén megkapta az év európai atlétanője díjat. 2012-ben, huszonhat évesen vett részt első olimpiáján. Londonban egy másodpercnél nagyobb előnnyel végzett a döntő első helyén, és szerezte meg az aranyérmet.
2015 novemberében Szavinova doppingvétség miatt végleges eltiltást kapott. 2017. február 10-én a Nemzetközi Sportdöntőbíróság helybenhagyta Szavinova négyéves eltiltását, és megsemmisítette a 2010 júliusa és 2013 augusztusa között elért eredményeit, és megfosztotta az ezalatt kapott érmeitől.

## Egyéni legjobbjai
| Versenyszám           | Időredmény | Szélsebesség | Helyszín     | Dátum               |
| Szabadtér             | Szabadtér  | Szabadtér    | Szabadtér    | Szabadtér           |
| --------------------- | ---------- | ------------ | ------------ | ------------------- |
| 400 méteres síkfutás  | 51,43 s    | ?            | Csebokszári  | 2012. július 4.     |
| 800 méteres síkfutás  | 1:55,87 s  | ?            | Tegu         | 2011. szeptember 4. |
| 1500 méteres síkfutás | 4:10,25 s  | ?            | Szaranszk    | 2010. július 14.    |
| Fedett                |            |              |              |                     |
| 400 méteres síkfutás  | 55,05 s    | –            | Moszkva      | 2010. február 13.   |
| 600 méteres síkfutás  | 1:26,23 s  | –            | Moszkva      | 2011. február 6.    |
| 800 méteres síkfutás  | 1:58,10 s  | –            | Torino       | 2009. március 8.    |
| 1000 méteres síkfutás | 2:34,56 s  | –            | Moszkva      | 2009. február 1.    |
| 1500 méteres síkfutás | 4:08,2 s   | –            | Cseljabinszk | 2010. január 16.    |